# سبور

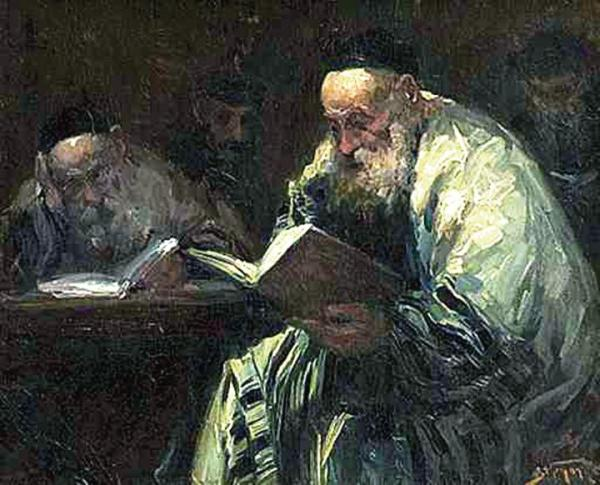
نگاره‌ای مربوط به تفکر مروجین تلمود.

سبور، واژه‌ای عبری است(סבור) به معنی تصور کننده، معتقد.
سبورا (סבורא) به معنی فکرکننده و استدلال‌کننده و جمع آن سبورایم(סבוראימ) لقب مروجین تلمود است.